# Maxwell Aitken (3e baron Beaverbrook)
Maxwell William Humphrey Aitken, 3e baron Beaverbrook, (né le 29 décembre 1951) est un pair et homme politique britannique.

## Famille
Maxwell Aitken est le petit-fils du 1er baron Beaverbrook et le fils unique de Max Aitken (2e baron Beaverbrook) (en), de son troisième mariage avec Violet de Trafford. Il fait ses études au Charterhouse et au Pembroke College, à Cambridge, et au Royal College of Defence Studies.
Il épouse Susan Angela More O'Ferrall, petite-fille d'Henry Mather-Jackson, 6e baronnet. le 19 juillet 1974. Ils ont quatre enfants:
- Maxwell Francis Aitken (né le 17 mars 1977) épouse Inés Nieto Gómez-Valencia le 9 novembre 2007. Ils ont deux enfants.
  - Giuletta Ines Susanna Aitken (née le 1er décembre 2011)
  - Maxwell Alfonso Aitken (né le 16 décembre 2014)
- Alexander Rory Aitken (né en 1978) épouse Alexandra Meredyth Anne Proby le 10 février 2007. Ils ont trois filles.
- Charlotte Susanna Aitken (née en 1982) épouse Charles Innes-Ker (11e duc de Roxburghe) le 22 juillet 2011 et divorce le 24 mai 2012. Épouse Francesco Bellasi le 30 mars 2019. Ils ont un fils.
- Sophia Violet Angela Aitken (née en 1985) épouse le marquis Ugolino Bourbon di Petrella le 23 avril 2016. Ils ont un fils, Tommaso (né en 2018) et une fille, Maddalena (née en 2020).

## Carrière
Lord Beaverbrook est Lord-in-waiting (1986–1988) et le trésorier du Parti conservateur et de l'Union des démocrates européens (1990–1992).
En 2004, Lord Beaverbrook est nommé Commodore aérien honoraire du 4624e Escadron de la Royal Auxiliary Air Force (RAuxAF). En 2009, il est promu inspecteur général honoraire de la RAuxAF avec le rang de vice-maréchal de l'air . En mai 2016, il est nommé au nouveau poste de commandant général de la RAuxAF, avec une participation au conseil de l'armée de l'air. Il prend sa retraite en juillet 2019.

## Fondation Beaverbrook
Il est président de la Fondation Beaverbrook et administrateur depuis 1974. En 2003, la Fondation Beaverbrook affirme que 133 peintures de valeur dans la Galerie d'art Beaverbrook données à la galerie par le premier Lord Beaverbrook n'ont pas été données, mais sont plutôt en prêt à long terme de la Fondation Beaverbrook. Les peintures sont estimées à environ 100 millions de dollars canadiens. Le 26 mars 2007, l'arbitre dans l'affaire, le juge à la retraite de la Cour suprême Peter Cory, statue que 85 peintures données à la galerie avant l'ouverture dans les années 1950 appartiennent à la galerie, mais que 48 peintures transférées après l'ouverture appartiennent à la Fondation Beaverbrook . La décision arbitrale fait l'objet d'un appel et un règlement est conclu en 2010. Une autre affaire entre la Fondation canadienne Beaverbrook, présidée par le fils de Lord Beaverbrook, Max, et la Galerie d'art Beaverbrook a également été réglée.

## Autres activités
Il est administrateur du British Racing Drivers' Club de 2006 à 2008, et réélu à partir de septembre 2015. Il est actuellement vice-président du British Powerboat Racing Club . Il a remporté le Championnat d'Europe GT en 1998 avec Porsche, et a participé au Championnat du Monde GT FIA en 1999, et dans la série American Le Mans en 2000. Il remporte le Trophée Harmsworth (motonautisme offshore) en 2004.
Il est membre du Conseil de la fiducie homéopathique de 1987 à 1992; et reste vice-président d'Ambition UK, et est un patron de l'Air Ambulance de Londres.